# Sinularia inflata
Sinularia inflata is een zachte koraalsoort uit de familie Alcyoniidae. De koraalsoort komt uit het geslacht Sinularia. Sinularia inflata werd in 1970 voor het eerst wetenschappelijk beschreven door Tixier-Durivault. 